# Herrsingel i badminton vid olympiska sommarspelen 2000
Herrsingeln i badminton vid olympiska sommarspelen 2000 i Sydney vanns av Ji Xinpeng från Kina. 

## Medaljtabell
| Klass                | Guld             | Silver          | Brons            |
| Individuellt, herrar | Ji Xinpeng (CHN) | Hendrawan (INA) | Xia Xuanze (CHN) |

## Omgång 1
| Första rundan Datum: Söndagen 17 september 2000 | Första rundan Datum: Söndagen 17 september 2000 | Första rundan Datum: Söndagen 17 september 2000 |
| Vinnare                                         | Poäng                                           | Förlorare                                       |
| ----------------------------------------------- | ----------------------------------------------- | ----------------------------------------------- |
| Taufik Hidayat (INA)                            | ()                                              | Bye                                             |
| Hidetaka Yamada (JPN)                           | ()                                              | Bye                                             |
| Peter Knowles (GBR)                             | ()                                              | Bye                                             |
| Ong Ewe Hock (MAS)                              | ()                                              | Bye                                             |
| Ji Xinpeng (CHN)                                | ()                                              | Bye                                             |
| Ng Wei (HKG)                                    | ()                                              | Bye                                             |
| Kevin Han (USA)                                 | ()                                              | Bye                                             |
| Mike Beres (CAN)                                | ()                                              | Bye                                             |
| Peter Gade (DEN)                                | ()                                              | Bye                                             |
| Denis Constantin (MRI)                          | ()                                              | Bye                                             |
| Fung Permadi (TPE)                              | ()                                              | Bye                                             |
| Mikhail Popov (BUL)                             | ()                                              | Bye                                             |
| Mario Mainaky (INA)                             | ()                                              | Bye                                             |
| Thomas Johansson (SWE)                          | ()                                              | Bye                                             |
| Hwang Sun-Ho (KOR)                              | ()                                              | Bye                                             |
| Bertrand Gallet (FRA)                           | (15-7, 15-9)                                    | Marco Vasconcelos (POR)                         |
| Kenneth Jonassen (DEN)                          | (14-17, 15-8, 17-15)                            | Shon Seung-mo (KOR)                             |
| Ruud Kuijten (BEL)                              | ()                                              | Bye                                             |
| Jyri Aalto (FIN)                                | ()                                              | Bye                                             |
| Wong Choong Hann (MAS)                          | ()                                              | Bye                                             |
| Rio Suryana (AUS)                               | ()                                              | Bye                                             |
| Svetoslav Stoyanov (BUL)                        | ()                                              | Bye                                             |
| Keita Masuda (JPN)                              | ()                                              | Bye                                             |
| Xia Xuanze (CHN)                                | ()                                              | Bye                                             |
| Richard Vaughan (GBR)                           | (15-8, 15-2)                                    | Boonsak Ponsana (THA)                           |
| Rasmus Wengberg (SWE)                           | ()                                              | Bye                                             |
| Sun Jun (CHN)                                   | ()                                              | Bye                                             |
| Poul-Erik Høyer-Larsen (DEN)                    | ()                                              | Bye                                             |
| Pullela Gopichand (IND)                         | ()                                              | Bye                                             |
| Vladislav Druzchenko (UKR)                      | ()                                              | Bye                                             |
| Tam Kai Chuen (HKG)                             | ()                                              | Bye                                             |
| Hendrawan (INA)                                 | ()                                              | Bye                                             |

## 16-delsfinaler
| 16-delsfinaler Datum: måndagen den 18 september 2000 | 16-delsfinaler Datum: måndagen den 18 september 2000 | 16-delsfinaler Datum: måndagen den 18 september 2000 |
| Vinnare                                              | Poäng                                                | Förlorare                                            |
| ---------------------------------------------------- | ---------------------------------------------------- | ---------------------------------------------------- |
| Taufik Hidayat (INA)                                 | (15-5, 14-17, 15-8)                                  | Hidetaka Yamata (JPN)                                |
| Ong Ewe Hock (MAS)                                   | (15-3, 12-15, 15-5)                                  | Peter Knowles (GBR)                                  |
| Ji Xinpeng (CHN)                                     | (7-15, 15-4, 15-11)                                  | Ng Wei (HKG)                                         |
| Kevin Han (USA)                                      | (15-5, 15-3)                                         | Mike Beres (CAN)                                     |
| Peter Gade (DEN)                                     | (15-3, 15-9)                                         | Denis Constantin (MRI)                               |
| Permadi Fung (TPE)                                   | (15-0, 15-4)                                         | Mikhail Popov (BUL)                                  |
| Mario Mainaky (INA)                                  | (15-11, 17-16)                                       | Tomas Johansson (SWE)                                |
| Hwang Sun-Ho (KOR)                                   | (15-7, 15-12)                                        | Bertrand Gallet (FRA)                                |
| Kenneth Jonassen (DEN)                               | (15-8, 15-5)                                         | Ruud Kuijten (BEL)                                   |
| Wong Choong Hann (MAS)                               | (15-5, 15-12)                                        | Jyri Aalto (FIN)                                     |
| Svetoslav Stoyanov (BUL)                             | (15-8, 2-15, 15-13)                                  | Rio Suryana (AUS)                                    |
| Xia Xuanze (CHN)                                     | (15-4, 12-15, 15-8)                                  | Keita Masude (JPN)                                   |
| Richard Vaughan (GBR)                                | (15-8, 15-4)                                         | Rasmus Wengberg (SWE)                                |
| Sun Jun (CHN)                                        | (15-3, 16-17, 15-10)                                 | Poul-Erik Høyer-Larsen (DEN)                         |
| Pullela Gopichand (IND)                              | (15-3, 10-15, 15-7)                                  | Vladislav Druzchenko (UKR)                           |
| Hendrawan (INA)                                      | (15-7, 15-7)                                         | Tam Kai Chuen (HKG)                                  |

## Åttondelsfinaler
| Åttondelsfinaler Datum: tisdagen den 19 september 2000 | Åttondelsfinaler Datum: tisdagen den 19 september 2000 | Åttondelsfinaler Datum: tisdagen den 19 september 2000 |
| Vinnare                                                | Poäng                                                  | Förlorare                                              |
| ------------------------------------------------------ | ------------------------------------------------------ | ------------------------------------------------------ |
| Taufik Hidayat (INA)                                   | (15-9, 13-15, 15-3)                                    | Ong Ewe Hock (MAS)                                     |
| Ji Xinpeng (CHN)                                       | (15-3, 15-6)                                           | Kevin Han (USA)                                        |
| Peter Gade (DEN)                                       | (15-8, 15-7)                                           | Permadi Fung (TPE)                                     |
| Mario Mainaky (INA)                                    | (15-5, 15-3)                                           | Hwang Sun-Ho, (KOR)                                    |
| Wong Choong Hann (MAS)                                 | (15-6, 15-7)                                           | Kenneth Jonassen (DEN)                                 |
| Xia Xuanze (CHN)                                       | (15-11, 15-2)                                          | Svetoslav Stoyanov (BUL)                               |
| Sun Jun (CHN)                                          | (15-10, 15-8)                                          | Richard Vaughan (GBR)                                  |
| Hendrawan (INA)                                        | (15-9, 15-4)                                           | Pullela Gopichand (IND)                                |

## Kvartsfinaler
| Kvartsfinaler Datum: onsdagen 20 september 2000 | Kvartsfinaler Datum: onsdagen 20 september 2000 | Kvartsfinaler Datum: onsdagen 20 september 2000 |
| Vinnare                                         | Poäng                                           | Förlorare                                       |
| ----------------------------------------------- | ----------------------------------------------- | ----------------------------------------------- |
| Ji Xinpeng (CHN)                                | (15-12, 15-5)                                   | Taufik Hidayat (INA)                            |
| Peter Gade (DEN)                                | (15-6, 15-6)                                    | Mario Mainaky (INA)                             |
| Xia Xuanze (CHN)                                | (17-15, 15-11)                                  | Wong Choong Hann (MAS)                          |
| Hendrawan (INA)                                 | (15-13, 15-5)                                   | Sun Jun (CHN)                                   |

## Semifinaler
| Semifinaler Datum: fredagen 22 september 2000 | Semifinaler Datum: fredagen 22 september 2000 | Semifinaler Datum: fredagen 22 september 2000 |
| Winner                                        | Scores                                        | Loser                                         |
| --------------------------------------------- | --------------------------------------------- | --------------------------------------------- |
| Ji Xinpeng (CHN)                              | (15-9, 1-15, 15-9)                            | Peter Gade (DEN)                              |
| Hendrawan (INA)                               | (15-12, 15-4)                                 | Xia Xuanze (CHN)                              |

## Match om tredje pris
| Bronsmatch Datum: lördag 23 september 2000 | Bronsmatch Datum: lördag 23 september 2000 | Bronsmatch Datum: lördag 23 september 2000 |
| Vinnare                                    | Poäng                                      | Förlorare                                  |
| ------------------------------------------ | ------------------------------------------ | ------------------------------------------ |
| Xia Xuanze (CHN)                           | (15-13, 15-5)                              | Peter Gade (DEN)                           |

## Final
| Final Datum: lördag 23 september 2000 | Final Datum: lördag 23 september 2000 | Final Datum: lördag 23 september 2000 |
| Vinnare                               | Poäng                                 | Förlorare                             |
| ------------------------------------- | ------------------------------------- | ------------------------------------- |
| Ji Xinpeng (CHN)                      | (15-4, 15-13)                         | Hendrawan (INA)                       |